# ニュー・ディスコ
ニュー・ディスコ (nu-disco)は、1970年代後期と1980年代初期のディスコ・ブギー・バレアリック・ビート・イタロ・ディスコを現代的・電子的に解釈したエレクトロニック・ダンス・ミュージックのジャンル。2000年代前半に特に人気があり、2010年代には再びゆるやかに復興した。
ニュー・ディスコはフレンチ・ハウスやディスコ・ハウスなど、ディスコの影響を受けた他のハウスミュージックのジャンルと混同されることがよくある。ニュー・ディスコは、プログラミングまたは生演奏のオリジナルの楽器に依存し、歌詞・コーラス・ブレイクダウン等のポップソングの構造を持つのに対し、フレンチ・ハウスはサンプルがベースで、一般に全体を通してより一定で変化のない構造となっている。